# Kan ik iets voor je doen?
"Kan ik iets voor je doen?" is een nummer van de Nederlandse band De Dijk. Het nummer werd uitgebracht op hun album Scherp de zeis uit 2011. Op 4 november van dat jaar werd het nummer uitgebracht als de tweede single van het album.

## Achtergrond
In de tekst van het rustige "Kan ik iets voor je doen?", geschreven door zanger Huub van der Lubbe, wil de ik-persoon een bekende troosten die onlangs een dierbare is verloren. In de videoclip van het nummer is te zien hoe de band het nummer opneemt in de studio.
In de Single Top 100 was het nummer in de week van 12 november 2011 eenmalig genoteerd op de 95e plaats. Vanaf 2012 is het nummer ook jaarlijks te vinden in de Radio 2 Top 2000, waarbij in het eerste jaar van notering de hoogste positie werd bereikt op plaats 438. In 2017 werd het nummer tijdens The Passion in Leeuwarden tweemaal gezongen, eerst door verteller Remco Veldhuis en de tweede keer door Dwight Dissels, die Jezus speelde.

## NPO Radio 2 Top 2000
| Nummer met noteringen in de NPO Radio 2 Top 2000 | '12 | '13 | '14 | '15 | '16  | '17 | '18  | '19  | '20  | '21  | '22 | '23  | '24  |
| ------------------------------------------------ | --- | --- | --- | --- | ---- | --- | ---- | ---- | ---- | ---- | --- | ---- | ---- |
| Kan ik iets voor je doen?                        | 438 | 477 | 546 | 773 | 1344 | 770 | 1123 | 1094 | 1281 | 1055 | 986 | 1006 | 1234 |

1. ↑  Een vetgedrukt getal geeft de hoogste notering aan.
2. ↑  2012 was het eerste jaar met een notering voor dit nummer.